# Карози (Терамо)
Карози (итал. Carosi) је насеље у Италији у округу Терамо, региону Абруцо.
Према процени из 2011. у насељу је живело 56 становника. Насеље се налази на надморској висини од 318 м.